# الشفا، مکه
الشفا (به عربی: الشفا) یک منطقهٔ مسکونی در عربستان سعودی است که در استان مکه واقع شده‌است.